# モンテ・サン・ビアージョ
モンテ・サン・ビアージョ（伊: Monte San Biagio）は、イタリア共和国ラツィオ州ラティーナ県にある、人口約6,000人の基礎自治体（コムーネ）。

## 地理

### 位置・広がり

#### 隣接コムーネ
隣接するコムーネは以下の通り。
- アマゼーノ (FR)
- フォンディ
- ソンニーノ
- テッラチーナ
- ヴァッレコルサ (FR)

### 気候分類・地震分類
モンテ・サン・ビアージョにおけるイタリアの気候分類 (it) および度日は、zona C, 1319 GGである。
また、イタリアの地震リスク階級 (it) では、zona 3B (sismicità bassa) に分類される。

## 行政

### 分離集落
モンテ・サン・ビアージョには、以下の分離集落（フラツィオーネ）がある。
- Campo Lungo, Campo Marinello, Col Cornacchia, Col Del Fico, La Vecchia, Macchioni, Monte San Biagio, Ponte Selvotta, Valle Marina, Vetica

## 姉妹都市
- 姉妹都市は サン＝ロマン＝ル＝ピュイ (フランス) とÜbersee (ドイツ).